# 장영훈
장영훈(1972년 2월 4일 ~ )은 대한민국의 전직 축구 선수이다. 현역 시절 포지션은 미드필더였다.

## 기타
- 장영훈은 제주도 출신 1호 프로축구선수였다.[1]